# 二碘化镅
二碘化镅，或碘化镅(II)（IUPAC：Americium(II) iodide），是一种无机化合物，化学式为AmI2。它是一种黑色固体，以与溴化锶相同的图案结晶。

## 制备
二碘化镅可由金属镅和碘化汞的在氩气中的化学反应制得：
{\displaystyle {\ce {Am + HgI2 -> AmI2 + Hg}}}

## 性质
二碘化镅是一种离子化合物，由Am2+和I-离子组成。二碘化镅的晶体结构与二碘化铕同构，同属单斜晶系，晶格参数为a=7.677±0.003 Å, b=8.311±0.004 Å，c=7.925±0.003 Å，β=98.46±0.03°。